# Гратцик, Пауль
Па́уль Гра́тцик (нем. Paul Gratzik; 30 ноября 1935, Линденхоф, Восточная Пруссия — 18 июня 2018, Эберсвальде) — немецкий писатель.

## Биография
Родился в многодетной (6 детей) семье крестьянина, который погиб на восточном фронте в 1941 году. Учился в начальной школе; до окончания второй мировой войны бежал с матерью, братьями и сёстрами из Восточной Пруссии в Мекленбург.
В 1952—1954 годы учился на плотника, в 1954—1955 посещал факультет рабочих и крестьян. В этот период был знаком с Тамарой Бунке, ставшей впоследствии революционеркой (Таня-партизанка) боливийского отряда Че Гевары. В 1955 году переехал в западную Германию, где работал строителем в Рурской области.
В 1956 году вернулся в ГДР, работал шахтёром на бурых углях в Шлабендорф-ам-Зее (Бранденбург).
После постройки Берлинской стены в 1961 году на него обратило внимание Министерство государственной безопасности ГДР, и 2 мая 1962 года он стал тайным информатором Министерства под кодовым именем «Пётр».
В 1962 году был функционером райкома ССНМ в Веймаре, руководил сектором в юношеском клубе «Вальтер Ульбрихт». В 1962—1968 годы учился в учительском институте в Веймаре, затем до 1971 года работал воспитателем в юношеских мастерских (VEB Transformatoren- und Röntgenwerk, Дрезден), где находил материал для своих более поздних пьес. В 1967 году был откомандирован в Лейпциг на учёбу в литературный институт имени Йоганнеса Бехера, однако в 1968 году из политико-идеологических соображений вернулся, проявив симпатию к пражской весне.
Входил в круг общения Анны Зегерс, в числе его друзей были Жоржи Амаду, Илья Эренбург, Халлдор Лакснесс, Штеффи Шпира.
С 1971 года был свободным писателем, членом Союза писателей ГДР, в 1974 году работал неполный рабочий день на промышленном предприятии в Дрездене. С 1975 года — автор по договору в Берлинском ансамбле; с 1977 года жил в Берлине.
С 1981 года, отказавшись от сотрудничества с МГБ ГДР, жил в Уккермарке. Раскрыв свою деятельность тайного информатора, потерял многих друзей. В 1984—1989 годы находился под оперативным личным контролем Штази.
В 2018 году перенёс инсульт с потерей речи, через несколько недель после которого умер в больнице Эберсвальде.

### Семья
Был дважды женат; две дочери (р. 1959, р. 1970).

## Творчество
Пауль Гратцик был автором рассказов, романов и пьес. Среди писателей ГДР он считался грубым аутсайдером, поскольку добровольно вернулся в «производство» и описывал будни промышленных рабочих в ГДР очень своеобразным языком, испытывавшим влияние экспрессионизма. Он не избегал даже табуированной в ГДР темы известных ему юношеских мастерских, что доставляло ему трудности с государственной цензурой.
Оставаясь в стороне от государственной пропаганды, Гратцик подробно описывал трудовые отношения в «реальном социализме», не скрывая их противоречия и абсурдные ситуации. Например, в пьесе «Ручная работа» показана несовместимость политико-экономических целей с устаревшими машинами, которые не позволяют достичь этих целей. Хотя в первой пьесе («Окольный путь») Гратцик ещё разрешал противоречия между концепциями воспитания и возвращал непокорных героев в коллектив, в «Ручной работе» он прервал гармоничное урегулирование конфликта.
В романе «Ряса» автор нацелен на «разрушение легенды о рабоче-крестьянском государстве путем описания реальных механизмов власти».

### Избранные сочинения
- 1965 — Unruhige Tage / Неспокойные дни : пьеса в 6-ти картинах. — Центральный дом культурной работы ГДР[нем.], Лейпциг, 1966.
- 1968 — Malwa / Мальва : пьеса в 6-ти картинах по одноимённому рассказу Максима Горького. — Франкфурт/М: изд. автора, 1978.
- 1969 — Warten auf Maria / В ожидании Марии : пьеса.
- 1970 — Umwege / Окольный путь : Картины из жизни молодого слесаря-моториста Михаэля Рунны : пьеса. — Берлин: Henschelverlag, 1970.
- 1971 — Der Kniebist : пьеса. Премьера — Hans-Otto-Theater, Потсдам, 1971.
- 1975 — Märchen von einem, der auszog das Fürchten zu lernen / Сказка о том, как научиться изгонять страх : пьеса.
- 1976 — Lisa / Лиза : две сцены : пьеса. — Франкфурт/М: изд. автора, 1979.
- 1976 — Handbetrieb / Ручная работа : пьеса.
- 1977 — Transportpaule. Monolog : роман. — Rostock: Hinstorff, 1977 / Berlin: Rotbuch, 1977.
- 1980 — Tschekisten / Чекисты : пьеса.
- 1982 — Kohlenkutte / Ряса : роман. — Зап. Берлин: Rotbuch, 1982 / Росток: Hinstorff, 1989.
- 1984 — Die Axt im Haus / Топор в доме : пьеса.
- 1988 — Gabis Ort / Место Габи : роман (не опубликован).
- 1994 — Hans Wurst in Mogadischu / Ханс Вурст в Могадишо : пьеса.
- 1996 — Tripolis / Триполи : рассказ. Экранизирован — «Landleben» [реж. Мартин Оттинг (нем. Martin Otting)][5].
- 1997 — Litauische Claviere / Литовские клавиры : пьеса по Бобровскому. Премьера — Theater 89, 1997[4].
- 1999 — Der abenteuerliche Simplicissimus / Симплициссимус : пьеса по Гриммельсгаузену. Премьера — Theater 89, 1999
- 2010 — Der Führergeburtstag / День рождения фюрера : драма.
- 2015 — Johannistrieb : Эротический рассказ, с рисунками Эммы Королевой. — Берлин: Eulenspiegel, 2015. — ISBN 978-3-359-02458-3.

## Награды и признание
Премия Генриха Манна (1980).

## В искусстве
Документальный фильм «Vaterlandsverräter» (режиссёр Аннекатрин Гендель) о Пауле Гратцике был представлен на Берлинале в 2011 году.